# Karsten Aurich
Karsten Aurich (* 27. Juni 1970 in Hamburg) ist ein deutscher Filmproduzent, Produktions- und Herstellungsleiter.

## Leben und Wirken
Karsten Aurich studierte von 1998 bis 2003 an der Deutschen Film- und Fernsehakademie Berlin (dffb) im Studiengang „Film- und Fernsehproduktion“. Seit 1999 ist er an der Produktion von Kino- und Fernsehfilmen beteiligt. Karsten Aurich ist Gründungsgesellschafter der sabotage films GmbH in Berlin und Mitglied der Deutschen Filmakademie.
Aurich realisierte mehrere abendfüllende Spielfilme als Produktions- und Herstellungsleiter, u. a. den im Wettbewerb des Filmfestivals von Cannes 2004 uraufgeführten Kinofilm Die fetten Jahre sind vorbei von Regisseur Hans Weingartner. Er verwirklichte 2005 als durchführender Produzent sein erstes Serienprojekt, die sechsteilige Miniserie Ijon Tichy: Raumpilot für das ZDF. Zudem war er 2006 ausführender Produzent in Hans Weingartners Kinofilmproduktion Free Rainer mit Moritz Bleibtreu in der Hauptrolle.
Zusammen mit dem Regisseur Hannes Stöhr produzierte er 2008 Berlin Calling, einen Film über den Techno-DJ Paul Kalkbrenner. Im Folgejahr 2009 übernahm er die Herstellungsleitung des preisgekrönten Films Die Fremde von Feo Aladag. Seitdem produzierte er verschiedene Dokumentarfilme sowie die Fortsetzung der ZDF-Serie Ijon Tichy: Raumpilot.
Seit 2015 ist Karsten Aurich vor allem als Produzent von Fernsehfilmen und Reihen für die Prime-Time von ARD und ZDF tätig. Karsten Aurich lehrt seit 2005 als Dozent für kaufmännische Filmproduktion an verschiedenen Filmhochschulen, Filmakademien und filmbezogenen Bildungseinrichtungen.

## Filmographie
- 2002: Detroit, Spielfilm, Regie: Ludwig & Glaser
- 2003: Achtung, Fertig, Charlie!, Spielfilm, Regie: Mike Eschmann
- 2004: Die fetten Jahre sind vorbei (Produktions- und Herstellungsleitung), Spielfilm, Regie: Hans Weingartner
- 2004: Close, Spielfilm, Regie: Marcus Lenz
- 2005: 3° Kälter („3° Colder“, „3° de moins“), Spielfilm, Regie: Florian Hoffmeister
- 2005: Alias Alejandro, Dokumentarfilm, Regie: Alejandro Cardenas-Amelio
- 2005: Berlin Ecke Volksbühne (Produktions- und Herstellungsleitung), Dokumentarfilm, Regie: Britta Wauer
- 2006: Free Rainer (Reclaim Your Brain) (Ausführender Produzent), Spielfilm, Regie: Hans Weingartner
- 2007: Ijon Tichy: Raumpilot (Koproduktion u. a. mit Kosmische Kollegen, ZDF, DFFB), 6tlg. Sci-Fi-Serie, Regie: Dennis Jacobsen, Oliver Jahn, Randa Chahoud
- 2008: Berlin Calling, Spielfilm, Regie: Hannes Stöhr
- 2008: Es geht um Alles, Dokumentarfilm, Regie: Nina Pourlak, Sebastian Lempe
- 2009: Die Fremde (Herstellungsleitung für Independent Artists), Spielfilm, Regie: Feo Aladag
- 2010: Das Schiff des Torjägers (Herstellungsleitung für teamWorx Television & Film), Dokumentarfilm, Regie: Heidi Specogna
- 2011: Ijon Tichy: Raumpilot (2. Staffel) (Koproduktion mit Kosmische Kollegen), 8tlg. Sci-Fi-Serie im Auftrag des ZDF, Regie: Dennis Jacobsen, Oliver Jahn, Randa Chahoud
- 2011: Im Himmel, unter der Erde (Herstellungsleitung für Britzka Film), Dokumentarfilm, Regie: Britta Wauer
- 2012: Global Home, Dokumentarfilm, Regie: Eva Stotz
- 2013: Global Player – Wo wir sind isch vorne, Spielfilm, Regie: Hannes Stöhr
- 2014: Zwischen Welten (Herstellungsleitung für Independent Artists), Spielfilm, Regie: Feo Aladag
- 2015: Nele in Berlin, Fernsehfilm im Auftrag des ZDF, Regie: Katinka Feistl
- 2016: Drei Väter sind besser als keiner[1], Fernsehfilm im Auftrag der ARD-Degeto, Regie: Till Franzen
- 2016: Rabbi Wolff (Herstellungsleitung für Britzka Film), Dokumentarfilm, Regie: Britta Wauer
- 2016: Der Andere – eine Familiengeschichte (Herstellungsleitung für Independent Artists), Spielfilm, Regie: Feo Aladag
- 2017: Hausbau mit Hindernissen[2], Fernsehfilm im Auftrag der ARD-Degeto, Regie: Till Franzen
- 2018: Der Froschkönig, Fernsehfilm in der Reihe Herzkino.Märchen im Auftrag des ZDF, Regie: Jeanette Wagner
- 2018: Schneeweißchen und Rosenrot, Fernsehfilm in der Reihe Herzkino.Märchen im Auftrag des ZDF, Regie: Seyhan Derin
- 2019: Frau Holles Garten, Fernsehfilm in der Reihe Herzkino.Märchen im Auftrag des ZDF, Regie: Seyhan Derin
- 2020: Schneewittchen am See, Fernsehfilm in der Reihe Herzkino.Märchen im Auftrag des ZDF, Regie: Alex Schmidt
- 2021: Die Sterntaler des Glücks, Fernsehfilm in der Reihe Herzkino.Märchen im Auftrag des ZDF, Regie: Miriam Dehne
- 2024: Ich hab den Weihnachtsmann geküsst (Fernsehfilm)